# 杜尔伯特蒙古族自治县
46°51′59″N 124°26′49″E / 46.86639°N 124.44694°E
杜尔伯特蒙古族自治县，简称杜尔伯特县、杜蒙县，中国黑龙江省西部大庆市下辖的一个自治县。西邻齐齐哈尔市泰来县，西南与吉林省镇赉县隔江相望，南与肇源县毗邻，东靠大庆市区，北与齐齐哈尔市、林甸县接壤。面積6040平方公里，縣政府駐杜爾伯特鎮。
杜爾伯特縣是黑龍江唯一一個自治縣。每年的九月一日被定为自治县成立纪念日。该县财政由黑龙江省直管，曾为国家级贫困县，但已于2012年3月被划出贫困县行列。

## 历史
杜尔伯特县历史悠久，历史上长期为塞外游牧民族的牧场，民族文化源远流长。金代属蒲与路，元代属辽阳行省开元路。明初属兀良哈三衛之一的福余卫，後為東部蒙古各部遊牧地。15世纪，成吉思汗之弟哈布图哈萨尔第十六世孙爱纳噶率部游牧于嫩江两岸，以其分牧次序“四”而自称“杜尔伯特”。而据《蒙古秘史》载，成吉思汗的十二世祖朵奔蔑尔干之兄都蛙锁豁儿有4个儿子，此后被称为朵儿边部，二者虽然蒙古语名称相同但实为异部。

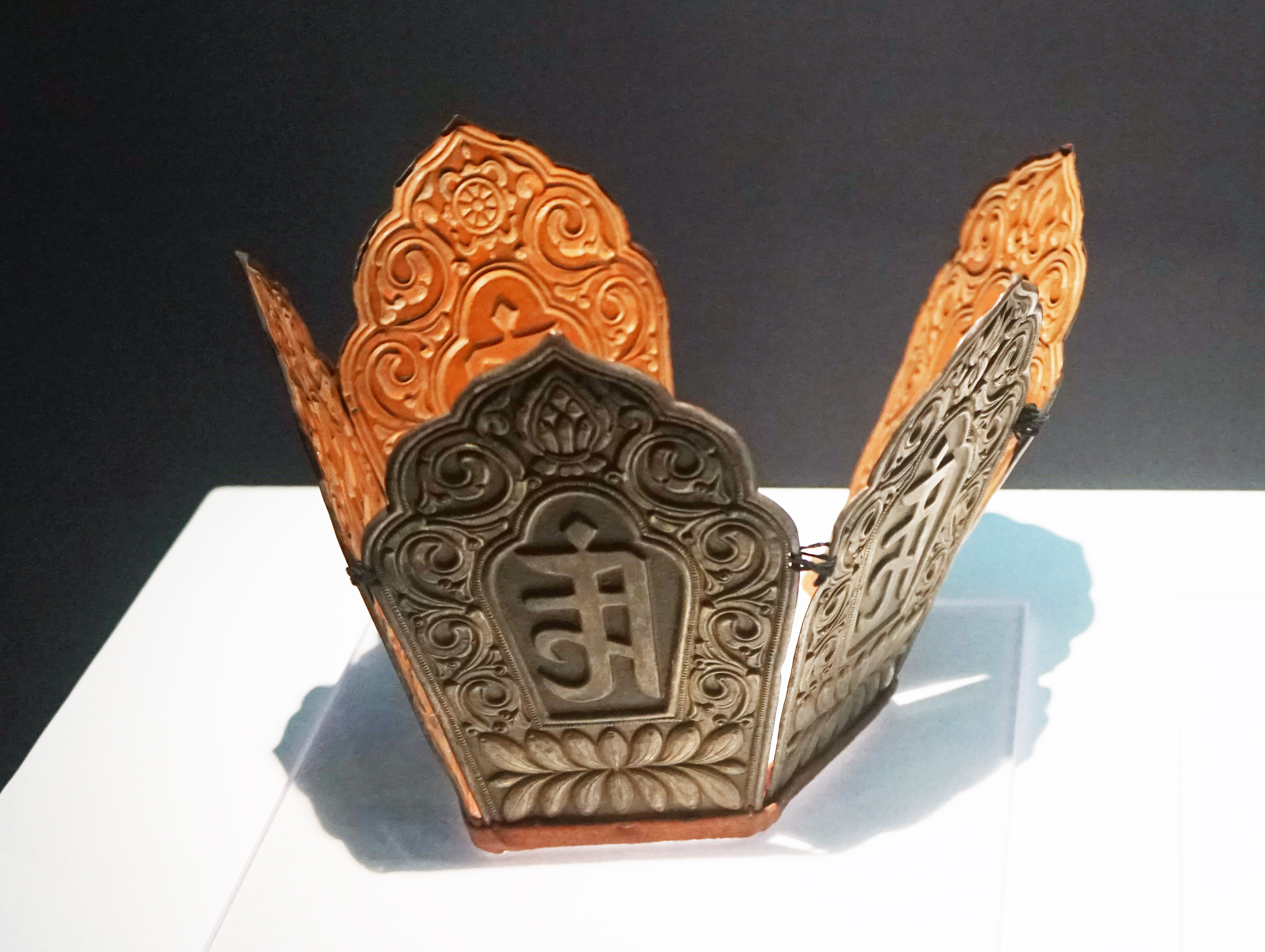
腰新乡后新村征集的清代喇嘛头饰

明末，爱纳噶的儿子阿都齐跟随奥巴归附后金。清崇德元年（1636年），阿都齐之子色稜因功封辅国公；顺治五年（1648年），编杜尔伯特部为一扎萨克旗，属哲里木盟。旗地在嫩江之东，大致相当于今杜尔伯特蒙古族自治县，以及安达市、林甸县一部分。光绪三十二年正月（1906年2月），将杜尔伯特旗靠近中东铁路的安达站一带划归安达厅。同年10月，于多耐站（今东吐莫东南）设置沿江荒务行局，开始出放时、和、年、丰四段荒地。光绪三十三年（1907年），撤销沿江荒务行局，在多耐站设武兴设治公所。同时在嫩江西岸设哈拉霍硕屯垦局，管理北洋陆军退伍兵屯垦事宜。宣统元年（1909年），撤销武兴设治公所，并于哈拉霍硕屯垦局，管理杜尔伯特、扎赉特两旗荒务，称杜扎屯垦局。
民国初年，旗内的汉人放垦地改属泰来设治局（泰来县前身），归黑龙江省。1927年4月，由安达、林甸、泰来三县析置泰康设治局，又新放民、康、物、阜四段，实行旗县并存。此时杜尔伯特旗驻巴彦查干，泰康设治局驻莫古台，而今杜尔伯特县城（泰康镇）原名小蒿子。
九一八事变后，1933年10月1日，满洲国将泰康设治局改为泰康县。1934年12月，划归龍江省管辖。1940年5月，撤销泰康县，并入杜尔伯特旗，旗公署迁至泰康街（今杜尔伯特镇）。

第二次国共内战期间，杜爾伯特縣屬嫩江省

1945年日本投降后，杜尔伯特旗属中共解放区。1946年4月，旗、县分设，泰康县政府驻泰康镇（今杜尔伯特镇）；杜尔伯特旗政府驻巴彦查干王府；县、旗均隶于嫩南行政区。同年5月，改由嫩江省管辖。1946年8月2日，撤销泰康县，并入杜尔伯特旗，旗政府驻泰康镇。1947年2月至9月，隶属黑嫩联合省第四专区，黑嫩联合省分开后，仍隶属嫩江省。
1949年5月，撤销嫩江省，划归黑龙江省管辖。1954年8月，改属新设之嫩江专区。1956年10月10日，經国务院批准，撤销杜尔伯特旗，设置杜尔伯特蒙古族自治县，自治县人民委员会仍驻泰康镇。1960年5月至1961年10月，嫩江专区曾一度撤销时，改由齐齐哈尔市领导。1984年12月15日，經国务院批准，划归齐齐哈尔市。1992年8月21日，划归大庆市，黑龙江省政府于9月26日下发通知，从12月1日起正式变更隶属关系。

## 行政区划
杜尔伯特蒙古族自治县下辖5个镇、6个乡：
杜尔伯特镇、胡吉吐莫镇、烟筒屯镇、他拉哈镇、连环湖镇、一心乡、克尔台乡、敖林西伯乡、巴彦查干乡、腰新乡、江湾乡、绿色草原牧场和大山种羊场。

## 人口
杜尔伯特蒙古族自治县作為黑龙江省唯一的少数民族自治县。总人口25.05万人，有蒙古、汉、满、达斡尔等17个民族，蒙古族人口4.28万人，满族、回族等其他少数民族人口约4700人，其余为汉族人口。蒙古族人口占了总人口的18.2%。
2020年末，根據全國第七次人口普查統計數據顯示：常住人口199293人。
2021年，杜爾伯特蒙古族自治縣總人口25.2萬，有蒙、漢、滿、回等21個民族，其中蒙古族人口占總人口的18.2%。

## 特产
巴哈西伯绿豆：中国地理标志产品。